# 佐々木安美
佐々木 安美（ささき やすみ、男性、1952年11月1日 - ）は、日本の詩人。

## 経歴
山形県大石田町出身。高校入学の際に上京。詩誌「ジプシーバス」などで詩を発表し、雑誌「詩学」（詩学社）で投稿欄の選者を務めた。現在、詩誌「一個」（栗売社）を井坂洋子、高橋千尋と発行。詩誌「生き事」（松下育男、廿楽順治、阿部恭久、岩佐なを、柿沼徹）同人。
1987年、詩集『さるやんまだ』（遠人社）で、第37回H氏賞を受賞した。1990年に第4作目の詩集となる『心のタカヒク』を発表したが、その後はいったん詩の創作活動を中断する。2011年、詩集『新しい浮子 古い浮子』（栗売社）で、第20回丸山豊記念現代詩賞を受賞した。久留米大学にて行われた贈呈式では、「わたしの詩の原点」と題した講演を行うとともに、自作の詩の朗読を行った。

## 作風
ヘラブナ釣りを趣味としており、釣りを題材とした詩が多い。『新しい浮子 古い浮子』が丸山豊記念現代詩賞を受賞した際、高橋順子は「人間の生の実質、不気味なところ、おかしなところが浮かび上がってみえるユニークな詩集」であると論評している。そのうえで、詩作における佐々木の視点について「魚眼レンズで世の中を見ている」と評している。

## 受賞歴
- 1987年 - H氏賞（『さるやんまだ』）。
- 2011年 - 丸山豊記念現代詩賞（『新しい浮子 古い浮子』）。

## 著作
- 詩集『棒杭』（私家版、1981年）
- 詩集『虎のワッペン』（紫陽社、1984年）
- 詩集『さるやんまだ』（遠人社、1987年）
- 詩集『心のタカヒク』（遠人社、1990年）
- 詩集『新しい浮子 古い浮子』（栗売社、2010年）